# Refuge Alfred Wills
Le refuge Alfred Wills est un refuge situé en France dans le département de la Haute-Savoie en région Auvergne-Rhône-Alpes.

## Histoire
Jusqu'au XIXe siècle, la vie à la montagne était rustique et simple, et la venue d'étrangers n'était pas toujours bien considérée et créait quelques tensions dans les villages. Certains habitants étaient en faveur du tourisme, d'autres plus protectionnistes désiraient préserver le caractère sauvage de leur vallée.

### Alfred Wills
Alfred Wills (1828-1912) était un alpiniste britannique chevronné, magistrat à la cour d’Angleterre et passionné de montagne. Il avait à son actif l'ascension de nombreux glaciers des Alpes. Il était aussi l'auteur de différents ouvrages racontant ses exploits. Arrivé à Sixt vers 1850, il tomba amoureux de la région et voulut construire un chalet d'alpage.

### Le Nid d'Aigle
En 1859, débute la construction d'un « chalet de plaisance » qu'il baptisera « le Nid d'Aigle», l'Eagle's Nest. et que les habitants appelaient « le Château ». Il y fit transporter un piano et un billard pour satisfaire la colonie anglaise qui aimait y séjourner.
En 1925, ses successeurs firent bâtir un autre chalet, au collet d’Anterne celui-ci, près de la pointe de Sales. Des passerelles étaient installées pour les passages délicats et la dames faisaient le trajet à dos de mules.
Pendant la Seconde Guerre mondiale, il fut inhabité puis pillé pendant l'occupation. Les frais de réparation étant trop importants, la famille le mit alors en vente.

### Le refuge de nos jours
L’actuel refuge, auquel on a donné le nom d'Alfred Wills, a été construit par la commune de Sixt en 1981, à 1 808 m d'altitude. Il est à l’emplacement de l’ancien alpage d’Anterne plus communément appelé les Chalets d’Anterne. Il est entouré de cinq chalets privés.

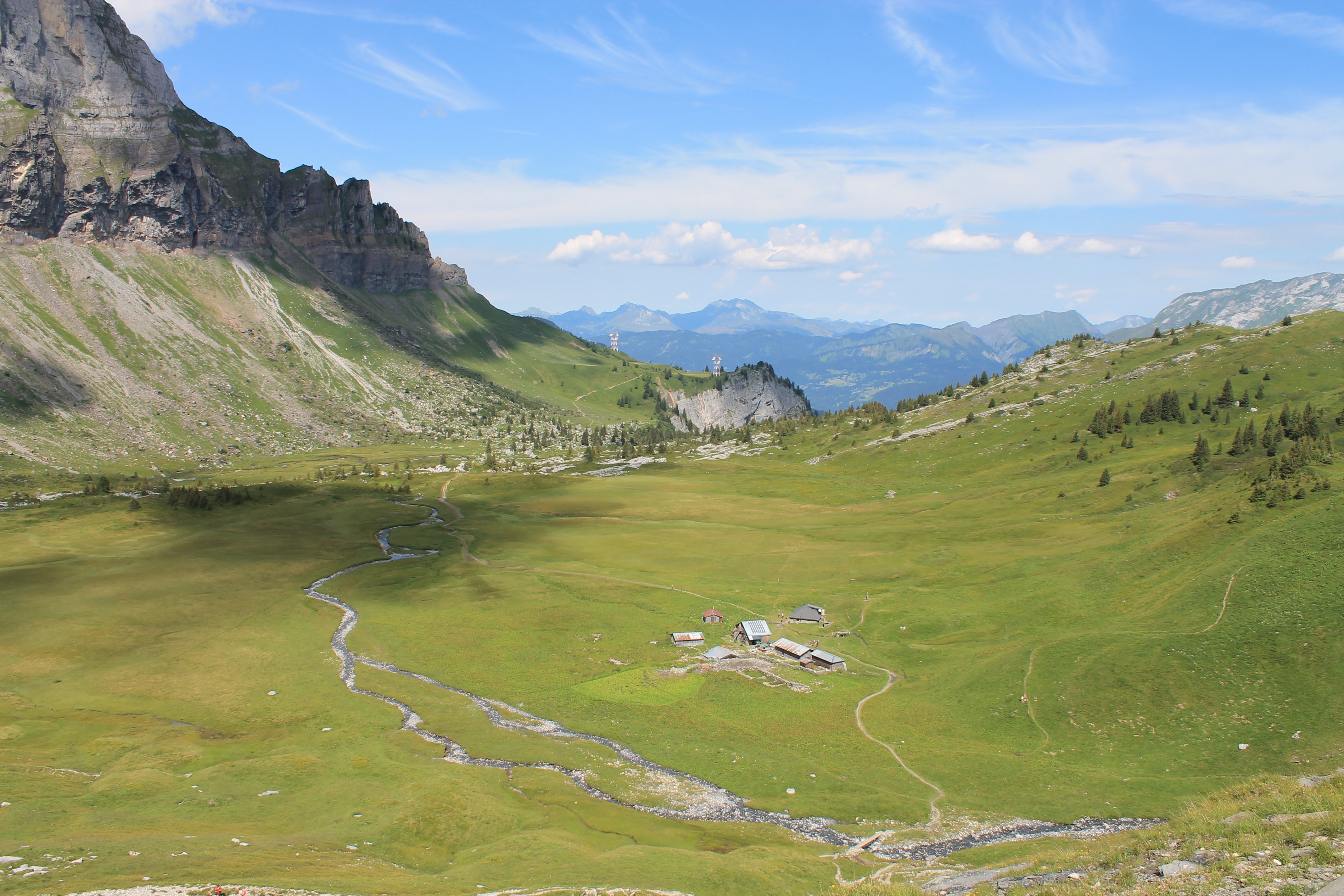
Refuge Alfred Wills.
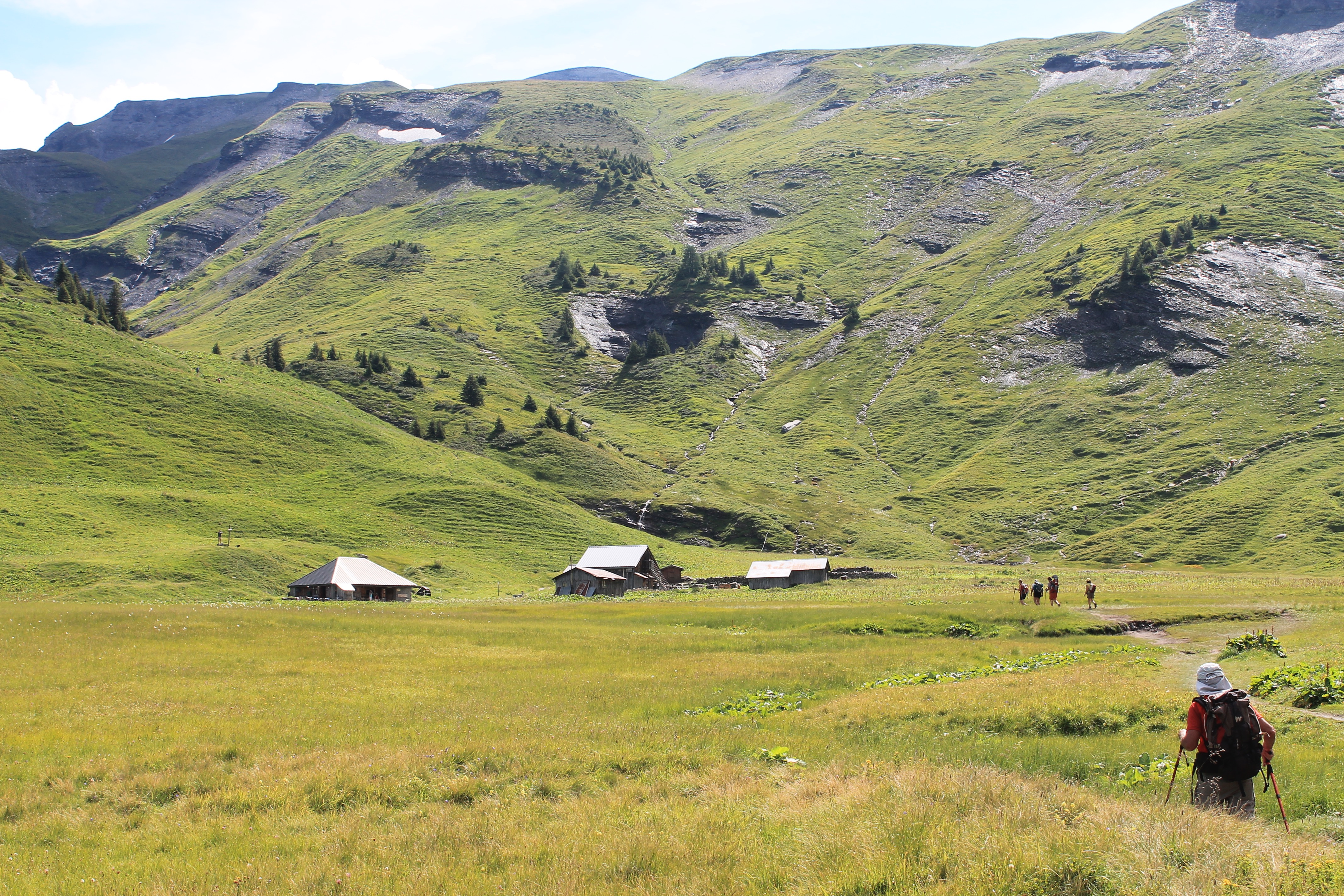
Refuge Alfred Wills.
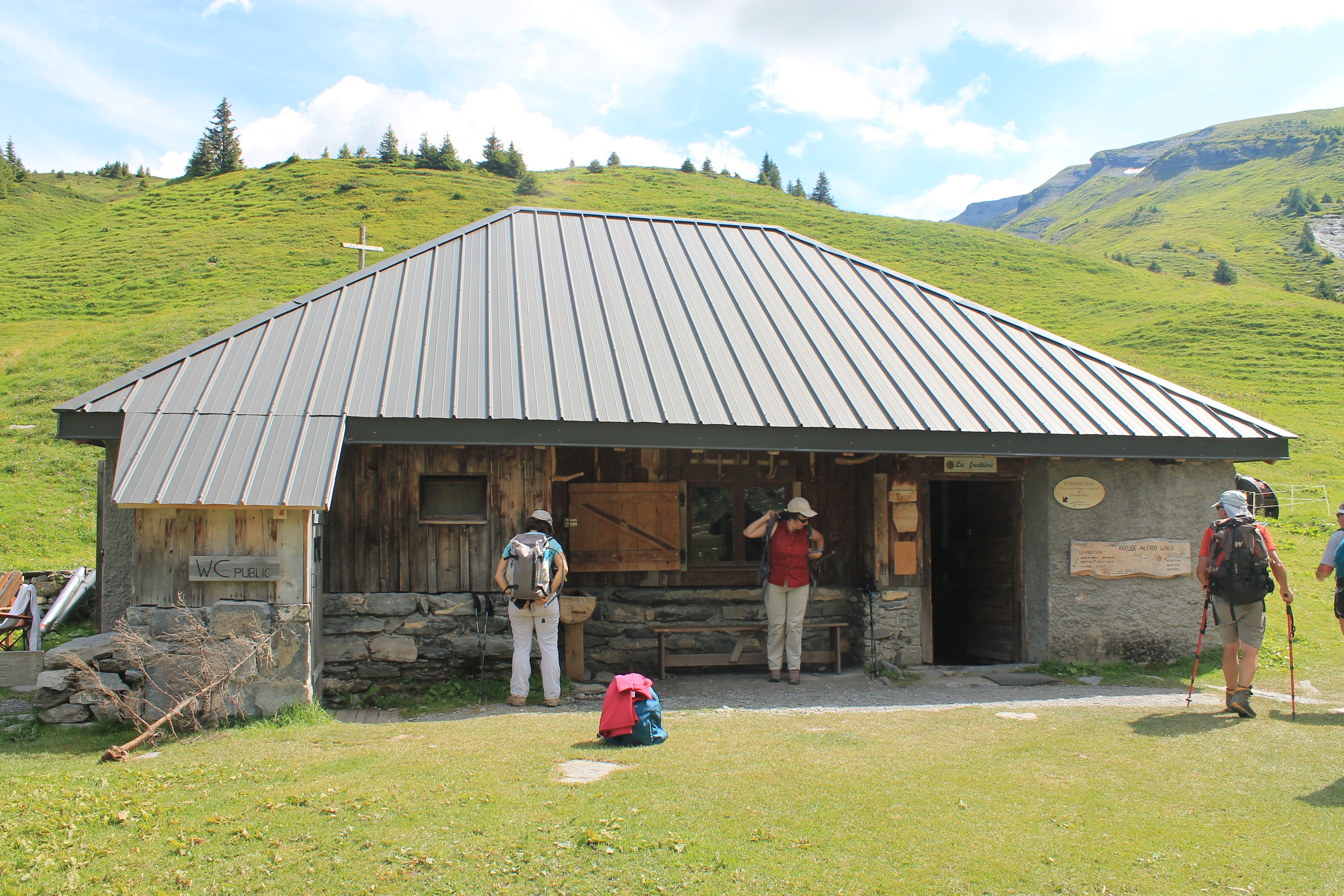
Refuge Alfred Wills (musée).
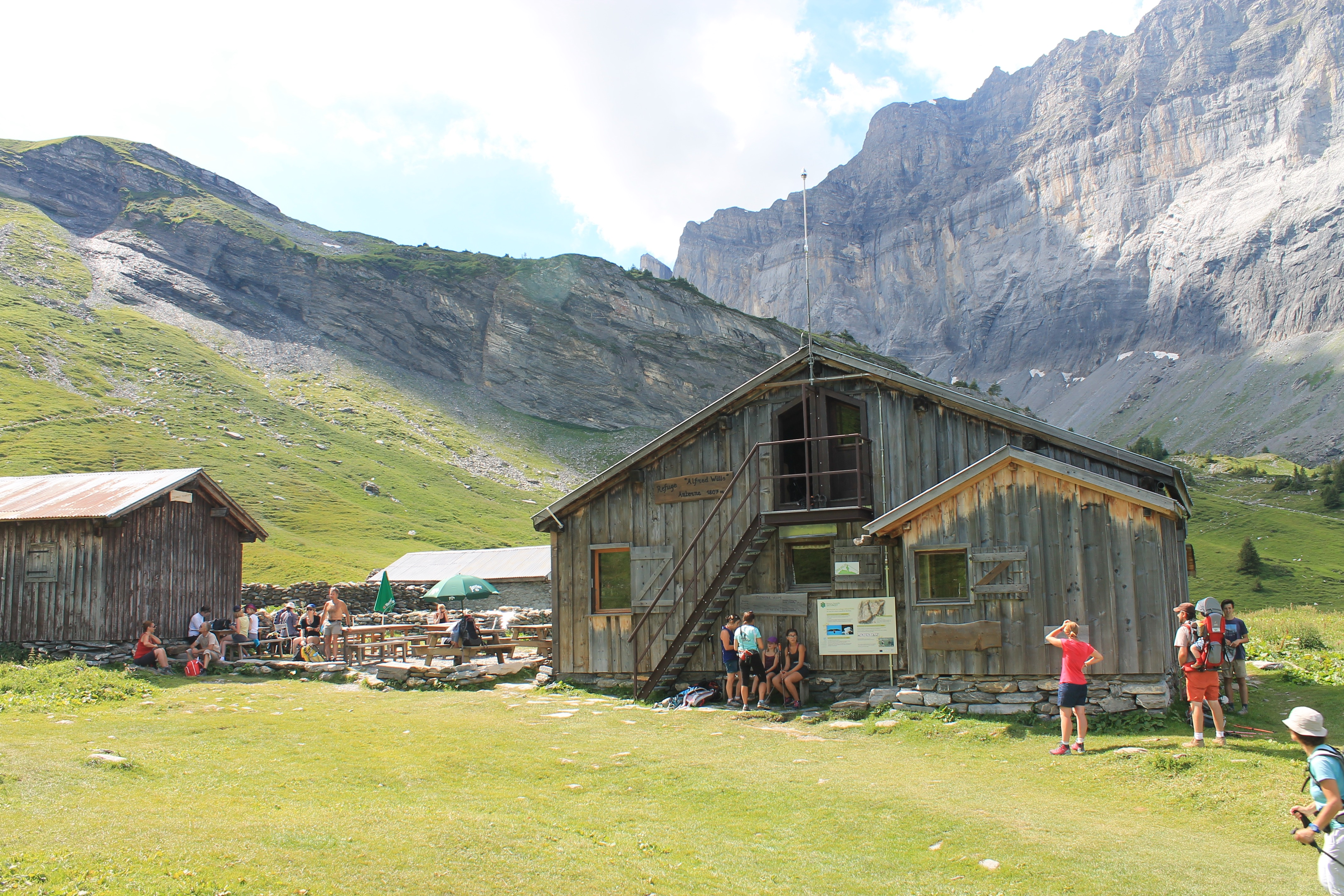
Refuge Alfred Wills ; en arrière-plan, le versant oriental des rochers des Fiz.
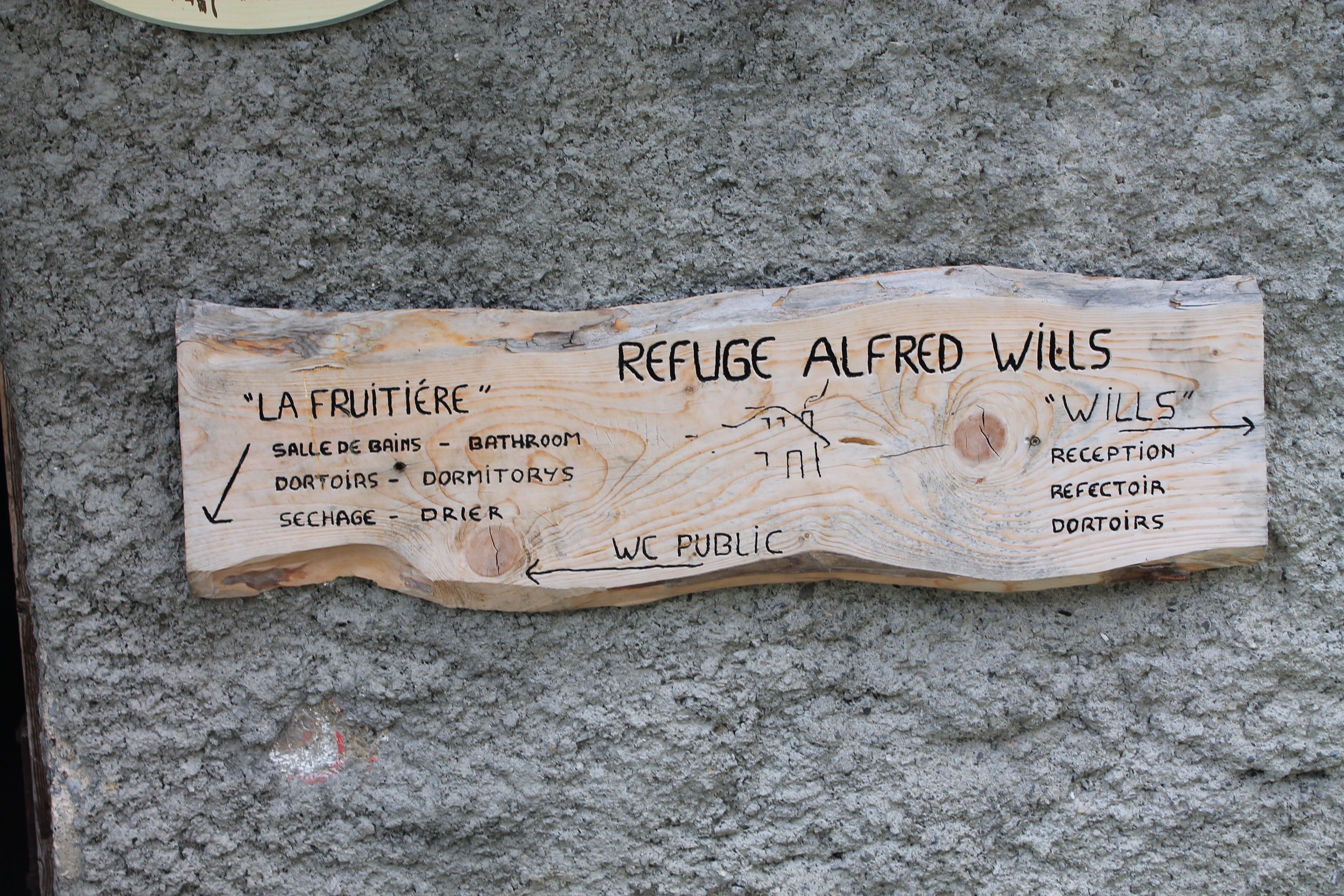
Panneau d'information du refuge Alfred Wills.

## Caractéristiques et informations
Il s'agit d'un refuge privé. Le refuge bénéficie d'un gardiennage durant la période estivale, à savoir de mi-juin à mi-septembre. En dehors, de cette période un gardiennage peut être effectué exceptionnellement sur rendez-vous. L'électricité du refuge est produite entièrement grâce à l'énergie solaire.

## Accès

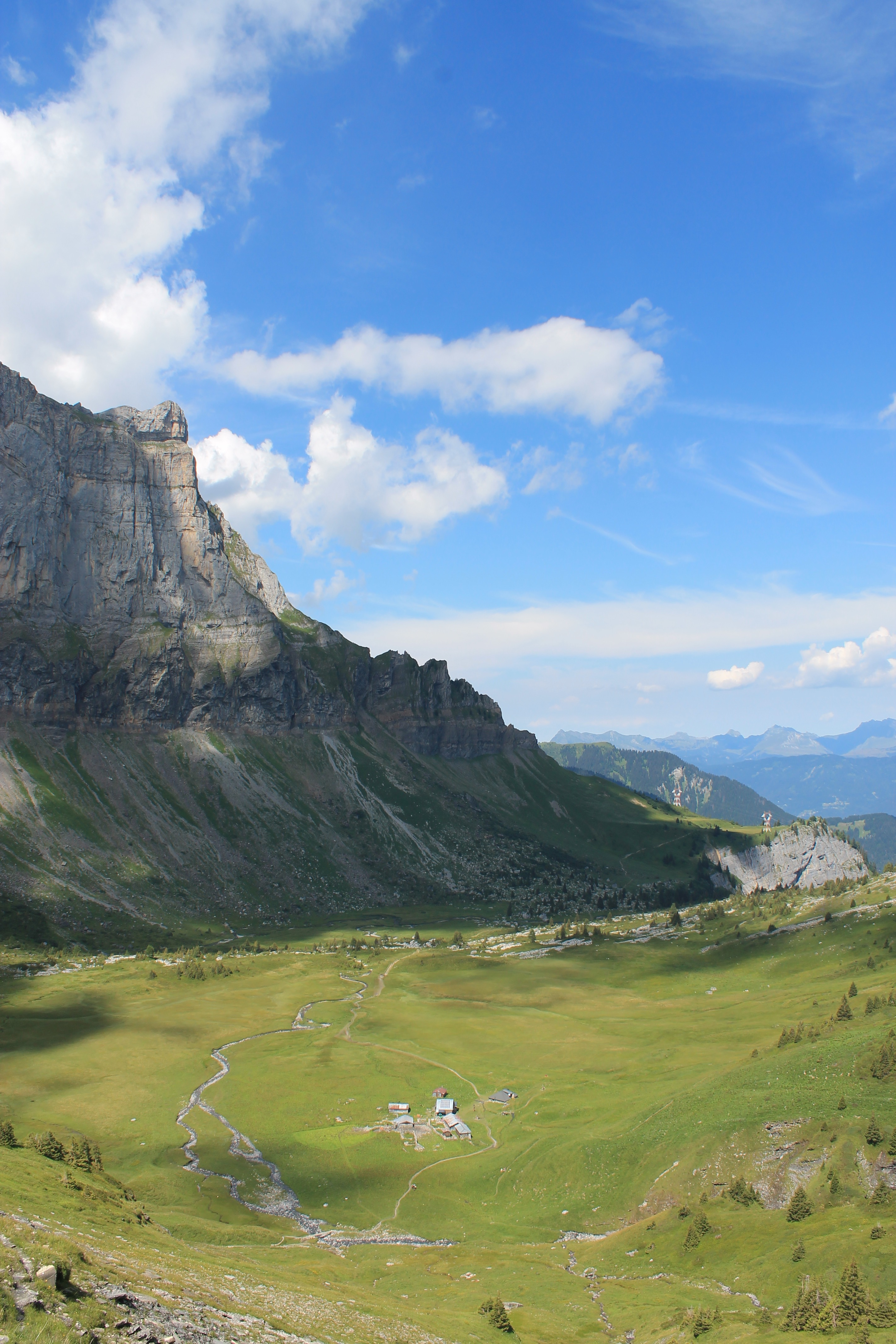
Refuge Alfred Wills ; en arrière-plan, le versant oriental des rochers des Fiz avec la pointe de Sales.

Pour se rendre au refuge, il faut prendre la direction de la commune Sixt-Fer-à-Cheval. Puis passé le centre ville, un parking placé en amont est le point de départ pour rejoindre le refuge. Un sentier y part, il faut compter environ 2 heures de marche. On peut également rejoindre le refuge en partant de celui de Platé. Le trajet sera alors plus long par ce second itinéraire, car il faudra une journée de marche pour rejoindre le refuge Alfred Wills.

## Randonnées
On peut rejoindre le refuge par deux sentiers balisés différents dans la réserve naturelle de Sixt-Passy. Le premier en suivant le GR 5, et qui démarre au-dessus de la cascade du Rouget. Le deuxième en prenant par le refuge des Fonds (1 380 m) qui démarre après le village de Salvagny.
De là, on peut entreprendre des randonnées au lac et au col (2 257 m) d'Anterne, au Brévent (2 526 m) et à la cave à glace.

## Particularités
Le refuge Alfred Wills étant situé dans la Réserve naturelle nationale de Sixt-Passy, la règlementation de la réserve n’autorise pas la circulation des chiens sous peine d'amende.